# Chèn hen

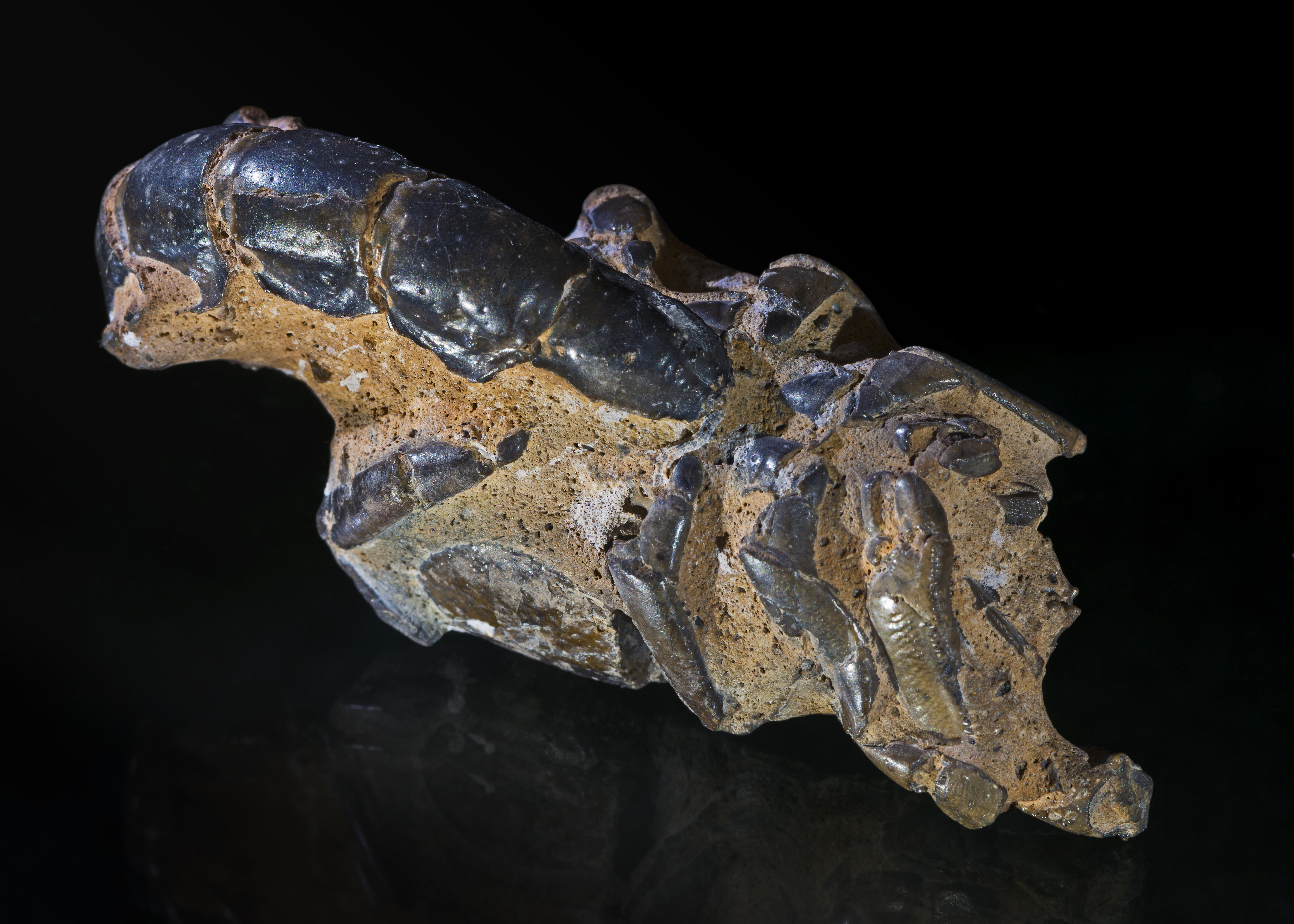
Hoá thạch - Úc

Chèn hen (tên khoa học: Thalassina anomala), còn gọi là tèn hèn, chàng hang, là một loài tôm hùm bùn được tìm thấy trong các đầm lầy ngập mặn của Ấn Độ Dương và phía tây Thái Bình Dương. Hoạt động về đêm và sự đào hang của loài này rất quan trọng cho việc tái chế các chất dinh dưỡng trong hệ sinh thái rừng ngập mặn.
Chèn hen còn có màu trắng, vết cắn của chúng có thể gây tê, nặng thì gây hoại tử.

## Phân bố
Chèn hen được tìm thấy dọc theo bờ biển của châu Á từ Kerala, Ấn Độ đến Việt Nam, bao gồm Sri Lanka và quần đảo Andaman và Nicobar. Nó cũng được tìm thấy khắp vùng biển đông nam Á và quần đảo Ryukyu, và dãi phân bố kéo dài đến phía nam bờ biển bắc Úc, và đông đến Fiji và Samoa.